# Guilty Vanity
「Guilty Vanity」（ギルティ・バニティ）は、ZIGGYの13枚目のシングル。

## 概要
- アルバム「CRAWL」からの先行シングル[1][2]。攻撃的な曲調とダークな歌詞で、これまでのZIGGYのイメージとは異なる大胆なサウンドチェンジを行った。
- この頃から戸城に続き森重も短髪になり、サウンドだけでなくヴィジュアルも大きく変化した。
- フジテレビ系『猛烈アジア太郎』のオープニングテーマに使用された[3]。

## 収録曲
| #         | タイトル                               | 作詞      | 作曲      | 時間  |
| --------- | -------------------------------------- | --------- | --------- | ----- |
| 1.        | 「Guilty Vanity」                      | 森重樹一  | 戸城憲夫  | 5:05  |
| 2.        | 「Teenage Dreamに祝福あれ」            | 森重樹一  | 森重樹一  | 3:05  |
| 3.        | 「Guilty Vanity (オリジナルカラオケ)」 |           |           | 5:04  |
| 合計時間: | 合計時間:                              | 合計時間: | 合計時間: | 13:14 |